# تاج محمد جاهد
تاج محمد جاهد (زاده ۱۹۶۵ در پنجشیر) سیاستمدار، فرمانده نظامی و وزیر سابق وزارت داخله افغانستان است. وی دوره حکومت وحدت ملی به ریاست جمهوری محمد اشرف غنی به سمت وزارت امور داخله افغانستان فعالیت می‌کرد که در ۲۲ اسد/مرداد ۱۳۹۶ برکنار و به سمت مشاور ریاست جمهوری در امور امنیتی تعیین شد.

## زندگی
تاج محمد جاهد زاده ۱۹۶۵ (میلادی) در روستای عمرض، ولایت پنجشیر است. او تحصیلات خود را تا صنف دوازدهم در ولایت پنجشیر به اتمام رسانید و در سال ۱۳۶۱ وارد جبهه جنگ با شوروی شد و در سال ۱۳۶۷ برای ادامه تحصیلات به پاکستان رفت. وی پس از آن فعالیت نظامی و تحصیلی خود را به پیش برد و در سال ۱۳۹۰ توانست دوره‌های آموزشی استراتژی وزارت دفاع ملی را به پایان برساند. 

## فعالیت نظامی
- ۱۳۷۱: قوماندان غند ضربتی.
- ۱۳۷۲: قوماندان لوای مکانیزه امنیت ملی. ارتقاء به رتبه برید ژنرالی.
- ۱۳۸۱: قوماندان فرقه ۰۵۵ مرکزی.
- ۱۳۸۲: ارتقاء به رتبه تورن ژنرالی.
- ۱۳۸۳: قوماندان قول اردوی ۲۰۹ شاهین.
- ۱۳۸۶: قوماندان کالج قوماندانیت قرارگاه.
- ۱۳۹۰: قوماندان دانشگاه دفاعی.
- ۱۳۹۱: قوماندان قول اردوی ۲۰۷ ظفر.

## دولت وحدت ملی
وی در ۲۱ حمل/فروردین ۱۳۹۵ و پس از نورالحق علومی توانست رای اعتماد پارلمان را کسب کند و پس از یک سال فعالیت در سمت وزارت داخله از سمت خود برکنار و ویس احمد برمک جانشین وی شد. 